# 第155步兵師 (德國國防軍)
德國國防軍陸軍第155步兵師（德語：155. Infanterie-Division）是納粹德國國防軍陸軍的一個步兵師。該師於1945年2月組建。
該師改編自第155戰地教導師，改編後一直在意大利作戰。
該師最後於1945年5月向美軍投降。

## 註腳
1. ↑  Mitcham（2007年）